# Critère d'Eisenstein
En mathématiques, le « critère d'Eisenstein », publié auparavant par Theodor Schönemann, donne des conditions suffisantes pour qu'un polynôme à coefficients entiers soit irréductible sur l'anneau des polynômes à coefficients rationnels {\displaystyle \mathbb {Q} [X]}.

## Énoncé
Considérons un polynôme P(X) à coefficients entiers, que l'on note
{\displaystyle P(X)=a_{n}X^{n}+a_{n-1}X^{n-1}+\ldots +a_{1}X+a_{0}.}
Supposons qu'il existe un nombre premier p tel que :
- {\displaystyle \forall i\in \{0,1,\ldots ,n-1\},} p divise {\displaystyle a_{i}} ;
- p ne divise pas an ;
- p2 ne divise pas a0.

Alors P(X) est irréductible dans l'anneau {\displaystyle \mathbb {Q} [X]} des polynômes à coefficients rationnels.
Si de plus P(X) est primitif (par exemple s'il est unitaire) alors, d'après le lemme de Gauss, P(X) est irréductible dans l'anneau {\displaystyle \mathbb {Z} [X]} des polynômes à coefficients entiers.

## Exemples
Considérons le polynôme{\displaystyle P(X)=3X^{4}+15X^{2}+10.}
Nous examinons différents cas pour les valeurs de p suivantes :
- p = 2. 2 ne divise pas 15, on ne peut pas conclure ;
- p = 3. 3 ne divise pas 10, on ne peut pas conclure ;
- p = 5. 5 divise 15, le coefficient de X2, et 10 le coefficient constant. 5 ne divise pas 3, le coefficient dominant. En outre, 25 = 52 ne divise pas 10. Ainsi, nous concluons grâce au critère d'Eisenstein que P(X) est irréductible.

Dans certains cas, le choix du nombre premier peut ne pas être évident, mais peut être facilité par un changement de variable de la forme Y = X + a, appelé translation. Par exemple, considérons le polynôme cyclotomique d'indice un entier premier p, c’est-à-dire le polynôme
{\displaystyle {\frac {X^{p}-1}{X-1}}=X^{p-1}+X^{p-2}+\cdots +X+1.}
Ce polynôme satisfait le critère d'Eisenstein, dans une nouvelle variable Y après une translation X = Y + 1. Le coefficient constant est alors égal à p, le coefficient dominant est égal à 1 et les autres coefficients sont divisibles par p d'après les propriétés des coefficients binomiaux.

## Généralisations
Eisenstein avait formulé son critère pour les cas où A est soit l'anneau des entiers relatifs, soit celui des entiers de Gauss. Ce sont deux anneaux principaux, mais le critère se généralise comme suit, sans modification de la démonstration :
Soit A un anneau factoriel, K son corps des fractions et un polynôme à coefficients dans A, noté
{\displaystyle P(X)=\sum _{i=0}^{n}a_{i}X^{i}}.
On suppose qu'il existe un élément premier p de A tel que
- {\displaystyle \forall i\in \{0,1,\ldots ,n-1\},} p divise {\displaystyle a_{i}} ;
- p ne divise pas an ;
- p2 ne divise pas a0.

Alors P(X) est irréductible dans K[X]. Si de plus P(X) est primitif, alors il est aussi irréductible dans A[X].
Plus généralement, si
- {\displaystyle \forall i\in \{0,1,\ldots ,k-1\},} p divise {\displaystyle a_{i}},
- p ne divise pas ak et
- p2 ne divise pas a0,

alors l'un des facteurs irréductibles de P(X) dans A[X] est de degré {\displaystyle \geq k}.